# L'autobiografia dell'agente speciale Dale Cooper: La mia vita, i miei nastri
L'autobiografia dell'agente speciale Dale Cooper: La mia vita, i miei nastri (The Autobiography of F.B.I. Special Agent Dale Cooper: My Life, My Tapes) è un romanzo scritto da Scott Frost e pubblicato nel maggio del 1991 in seguito al grande successo ottenuto dalla serie televisiva I segreti di Twin Peaks.
È una raccolta di trascrizioni dei nastri audio dell'agente speciale Dale Cooper, a partire dalla sua infanzia fino al giorno in cui è stato assegnato all'omicidio di Laura Palmer. Il libro, diviso in sei parti, svela la giovinezza di Dale a Filadelfia, fa conoscere la sua famiglia, la sua formazione scolastica presso la Germantown Friends School e l'Haverford College, i suoi amori, la sua ossessione per l'FBI e il suo rapporto con Windom Earle e la moglie di quest'ultimo, Caroline.

## Errori di continuità
Nonostante sia stato scritto dal fratello di uno dei creatori della serie, nel romanzo sono presenti alcuni errori di continuità rispetto ad essa:
- Il cognome di Albert Rosenfield è riportato nel romanzo come "Rosenfelt".
- Nel romanzo Caroline muore nel 1979, mentre nella serie Cooper afferma che la donna è morta "quattro anni fa" e cioè intorno al 1985.

Nel romanzo sono presenti incongruenze anche col film Fuoco cammina con me circa l'omicidio di Teresa Banks. In realtà, essendo il romanzo uscito l'anno precedente rispetto al film, le vere incongruenze non si troverebbero nel libro ma nel film. In ogni caso le discrepanze sono le seguenti:
- Nel film Teresa Banks muore a febbraio, perfettamente in accordo con l'episodio Coma della seconda stagione della serie, che fornisce per la morte della ragazza addirittura una data ben precisa, il 9 febbraio. Nel romanzo Teresa muore invece a gennaio.
- Nel romanzo Teresa Banks lavorava fuori città al Cross River Café e viveva in affitto in uno chalet per turisti lungo il fiume. Nel film la ragazza lavorava presso una tavola calda della stessa Deer Meadow, l'Hap's Diner, e viveva in un campeggio per roulotte.
- Nel romanzo è Cooper a indagare sulla morte di Teresa, come fatto intendere anche nella serie televisiva. Nel film invece il caso è assegnato agli agenti Chester Desmond e Sam Stanley. Inizialmente era stato progettato che fosse Cooper a indagare sul caso anche nel film ma Kyle MacLachlan era riluttante a recitare nel prequel e così la sua parte fu più corta di quanto inizialmente previsto.